# Liste von Apfelsorten/E
Erläuterungen und Quellen: Siehe Hauptartikel!
| Apfelsorte | Bild                                                                                              | Kreuzung aus                                                                                      | Erstes Auftauchen                                                                                 | Anmerkungen                                                                                       | Quellen                                                                                           |
| --- | ------------------------------------------------------------------------------------------------- | ------------------------------------------------------------------------------------------------- | ------------------------------------------------------------------------------------------------- | ------------------------------------------------------------------------------------------------- | ------------------------------------------------------------------------------------------------- |
| Eady’s Magnum |                                                                                                   |                                                                                                   |                                                                                                   |                                                                                                   | f                                                                                                 |
| Earl Cowper |                                                                                                   |                                                                                                   |                                                                                                   |                                                                                                   | f                                                                                                 |
| Earliblaze | Siehe: Early Blaze                                                                                | Siehe: Early Blaze                                                                                | Siehe: Early Blaze                                                                                | Siehe: Early Blaze                                                                                | Siehe: Early Blaze                                                                                |
| Earlichief |                                                                                                   |                                                                                                   |                                                                                                   |                                                                                                   | e                                                                                                 |
| Earliest Eclat Rot |                                                                                                   |                                                                                                   |                                                                                                   |                                                                                                   | o                                                                                                 |
| Earliest Eclat Weiß |                                                                                                   |                                                                                                   |                                                                                                   |                                                                                                   | o                                                                                                 |
| Earligold |                                                                                                   |                                                                                                   |                                                                                                   |                                                                                                   | a                                                                                                 |
| Earlistripe |                                                                                                   |                                                                                                   |                                                                                                   |                                                                                                   | e                                                                                                 |
| Early Bergamot |                                                                                                   |                                                                                                   |                                                                                                   |                                                                                                   |                                                                                                   |
| Early Blaze (oder: Earliblaze) |                                                                                                   |                                                                                                   |                                                                                                   |                                                                                                   | a, r (S. 32)                                                                                      |
| Early Breakfast |                                                                                                   |                                                                                                   |                                                                                                   |                                                                                                   |                                                                                                   |
| Early Chandler |                                                                                                   |                                                                                                   |                                                                                                   |                                                                                                   |                                                                                                   |
| Early Cluster |                                                                                                   |                                                                                                   |                                                                                                   |                                                                                                   |                                                                                                   |
| Early Colton |                                                                                                   |                                                                                                   |                                                                                                   |                                                                                                   |                                                                                                   |
| Early Cooper |                                                                                                   |                                                                                                   |                                                                                                   |                                                                                                   |                                                                                                   |
| Early Cortland |                                                                                                   |                                                                                                   |                                                                                                   |                                                                                                   | e                                                                                                 |
| Early Edward |                                                                                                   |                                                                                                   |                                                                                                   |                                                                                                   |                                                                                                   |
| Early Fuji |                                                                                                   |                                                                                                   |                                                                                                   |                                                                                                   | a, d                                                                                              |
| Early Geneva |                                                                                                   |                                                                                                   |                                                                                                   |                                                                                                   | r (S. 32)                                                                                         |
| Early Granee |                                                                                                   |                                                                                                   |                                                                                                   |                                                                                                   | e                                                                                                 |
| Early Harvest |                                                                                                   |                                                                                                   |                                                                                                   |                                                                                                   | a, e, r (S. 32)                                                                                   |
| Early Joe | Siehe: Charlamowsky                                                                               | Siehe: Charlamowsky                                                                               | Siehe: Charlamowsky                                                                               | Siehe: Charlamowsky                                                                               | Siehe: Charlamowsky                                                                               |
| Early Julyan |                                                                                                   |                                                                                                   |                                                                                                   |                                                                                                   | f                                                                                                 |
| Early Margaret |                                                                                                   |                                                                                                   |                                                                                                   |                                                                                                   |                                                                                                   |
| Early Mcintosh (oder: Mcintosh Early) |                                                                                                   | Mcintosh × unbekannt                                                                              |                                                                                                   |                                                                                                   | f, j, o, r (S. 32)                                                                                |
| Early Pennock |                                                                                                   |                                                                                                   |                                                                                                   |                                                                                                   |                                                                                                   |
| Early Queen | Siehe: Jonagold Boerekamp                                                                         | Siehe: Jonagold Boerekamp                                                                         | Siehe: Jonagold Boerekamp                                                                         | Siehe: Jonagold Boerekamp                                                                         | Siehe: Jonagold Boerekamp                                                                         |
| Early Red |                                                                                                   |                                                                                                   |                                                                                                   |                                                                                                   |                                                                                                   |
| Early Red Bird |                                                                                                   |                                                                                                   |                                                                                                   |                                                                                                   | r (S. 32)                                                                                         |
| Early Red Calville Hogg | Siehe: Rote Sternrenette                                                                          | Siehe: Rote Sternrenette                                                                          | Siehe: Rote Sternrenette                                                                          | Siehe: Rote Sternrenette                                                                          | Siehe: Rote Sternrenette                                                                          |
| Early Richmond |                                                                                                   |                                                                                                   |                                                                                                   |                                                                                                   |                                                                                                   |
| Early Ripe |                                                                                                   |                                                                                                   |                                                                                                   |                                                                                                   |                                                                                                   |
| Early Russian |                                                                                                   |                                                                                                   |                                                                                                   |                                                                                                   |                                                                                                   |
| Early Spur Rome |                                                                                                   |                                                                                                   |                                                                                                   |                                                                                                   | e                                                                                                 |
| Early Strawberry |                                                                                                   |                                                                                                   |                                                                                                   |                                                                                                   | a, e, r (S. 32)                                                                                   |
| Early Strawberry Of Great Malvern |                                                                                                   |                                                                                                   |                                                                                                   |                                                                                                   | f                                                                                                 |
| Early Victoria |                                                                                                   |                                                                                                   | 1899 (Markteinführung) in Essex, UK                                                               |                                                                                                   | a, c, r (S. 32)                                                                                   |
| Early Windsor |                                                                                                   |                                                                                                   |                                                                                                   |                                                                                                   | a                                                                                                 |
| Early Wine |                                                                                                   |                                                                                                   |                                                                                                   |                                                                                                   |                                                                                                   |
| Early Worcester | Siehe: Tydeman’s Early Worcester                                                                  | Siehe: Tydeman’s Early Worcester                                                                  | Siehe: Tydeman’s Early Worcester                                                                  | Siehe: Tydeman’s Early Worcester                                                                  | Siehe: Tydeman’s Early Worcester                                                                  |
| East Lothian Pippin |                                                                                                   |                                                                                                   |                                                                                                   |                                                                                                   | f                                                                                                 |
| Eastbourne Pippin |                                                                                                   |                                                                                                   |                                                                                                   |                                                                                                   | f                                                                                                 |
| Easter Orange |                                                                                                   |                                                                                                   |                                                                                                   |                                                                                                   | f, r (S. 32)                                                                                      |
| Eaton 1 |                                                                                                   |                                                                                                   |                                                                                                   |                                                                                                   |                                                                                                   |
| Eb 52 |                                                                                                   |                                                                                                   |                                                                                                   |                                                                                                   | f                                                                                                 |
| Eb 54 |                                                                                                   |                                                                                                   |                                                                                                   |                                                                                                   | f                                                                                                 |
| Eberbacher Kochapfel |                                                                                                   |                                                                                                   |                                                                                                   | Benannt durch Richard Zorn.                                                                       | p (S. 234)                                                                                        |
| Ebners Taffetapfel | Siehe: Spätblühender Taffetapfel                                                                  | Siehe: Spätblühender Taffetapfel                                                                  | Siehe: Spätblühender Taffetapfel                                                                  | Siehe: Spätblühender Taffetapfel                                                                  | Siehe: Spätblühender Taffetapfel                                                                  |
| Eccleston Pippin |                                                                                                   |                                                                                                   |                                                                                                   |                                                                                                   | f                                                                                                 |
| Echte Graue Französische Renette | Siehe: Graue Französische Renette                                                                 | Siehe: Graue Französische Renette                                                                 | Siehe: Graue Französische Renette                                                                 | Siehe: Graue Französische Renette                                                                 | Siehe: Graue Französische Renette                                                                 |
| Echte Kasseler Renette | Siehe: Kasseler Renette                                                                           | Siehe: Kasseler Renette                                                                           | Siehe: Kasseler Renette                                                                           | Siehe: Kasseler Renette                                                                           | Siehe: Kasseler Renette                                                                           |
| Echte Weiße Französische Renette |                                                                                                   |                                                                                                   |                                                                                                   |                                                                                                   | o                                                                                                 |
| Echter Altländer Pfannkuchenapfel | Siehe: Altländer Pfannkuchenapfel                                                                 | Siehe: Altländer Pfannkuchenapfel                                                                 | Siehe: Altländer Pfannkuchenapfel                                                                 | Siehe: Altländer Pfannkuchenapfel                                                                 | Siehe: Altländer Pfannkuchenapfel                                                                 |
| Echter Boiken | Siehe: Boikenapfel                                                                                | Siehe: Boikenapfel                                                                                | Siehe: Boikenapfel                                                                                | Siehe: Boikenapfel                                                                                | Siehe: Boikenapfel                                                                                |
| Echter Gelber Gravensteiner | Siehe: Gravensteiner                                                                              | Siehe: Gravensteiner                                                                              | Siehe: Gravensteiner                                                                              | Siehe: Gravensteiner                                                                              | Siehe: Gravensteiner                                                                              |
| Echter Glocken | Siehe: Glockenapfel                                                                               | Siehe: Glockenapfel                                                                               | Siehe: Glockenapfel                                                                               | Siehe: Glockenapfel                                                                               | Siehe: Glockenapfel                                                                               |
| Echter Heimeldinger |                                                                                                   |                                                                                                   |                                                                                                   |                                                                                                   | o                                                                                                 |
| Echter Kohlapfel | Siehe: Brauner Matapfel                                                                           | Siehe: Brauner Matapfel                                                                           | Siehe: Brauner Matapfel                                                                           | Siehe: Brauner Matapfel                                                                           | Siehe: Brauner Matapfel                                                                           |
| Echter Pfannkuchenapfel | Siehe: Altländer Pfannkuchenapfel                                                                 | Siehe: Altländer Pfannkuchenapfel                                                                 | Siehe: Altländer Pfannkuchenapfel                                                                 | Siehe: Altländer Pfannkuchenapfel                                                                 | Siehe: Altländer Pfannkuchenapfel                                                                 |
| Echter Prinz | Siehe: Prinzenapfel                                                                               | Siehe: Prinzenapfel                                                                               | Siehe: Prinzenapfel                                                                               | Siehe: Prinzenapfel                                                                               | Siehe: Prinzenapfel                                                                               |
| Echter Weißer Glockenapfel | Siehe: Glockenapfel                                                                               | Siehe: Glockenapfel                                                                               | Siehe: Glockenapfel                                                                               | Siehe: Glockenapfel                                                                               | Siehe: Glockenapfel                                                                               |
| Echter Winter-Streifling (oder: Echter Winterstreifling) |                                                                                                   |                                                                                                   |                                                                                                   |                                                                                                   | h (Nr. 630, S. 698), j, o, p (S. 235), r (S. 32)                                                  |
| Echter Winterstreifling | Siehe: Echter Winter-Streifling                                                                   | Siehe: Echter Winter-Streifling                                                                   | Siehe: Echter Winter-Streifling                                                                   | Siehe: Echter Winter-Streifling                                                                   | Siehe: Echter Winter-Streifling                                                                   |
| Echtermeyer (oder: Ökonomierat Echtermeyer) |                                                                                                   |                                                                                                   |                                                                                                   | Beschreibung                                                                                      |                                                                                                   |
| Eckapfel | Siehe: Eisbrucker, Weißer Winter-Calville                                                         | Siehe: Eisbrucker, Weißer Winter-Calville                                                         | Siehe: Eisbrucker, Weißer Winter-Calville                                                         | Siehe: Eisbrucker, Weißer Winter-Calville                                                         | Siehe: Eisbrucker, Weißer Winter-Calville                                                         |
| Eckbepler | Siehe: Hartapfel                                                                                  | Siehe: Hartapfel                                                                                  | Siehe: Hartapfel                                                                                  | Siehe: Hartapfel                                                                                  | Siehe: Hartapfel                                                                                  |
| Eckerling | Siehe: Rippapfel                                                                                  | Siehe: Rippapfel                                                                                  | Siehe: Rippapfel                                                                                  | Siehe: Rippapfel                                                                                  | Siehe: Rippapfel                                                                                  |
| Eckhoffs Grüner |                                                                                                   |                                                                                                   |                                                                                                   |                                                                                                   | r (S. 33)                                                                                         |
| Ecklinville | Siehe: Sämling Aus Ecklinville                                                                    | Siehe: Sämling Aus Ecklinville                                                                    | Siehe: Sämling Aus Ecklinville                                                                    | Siehe: Sämling Aus Ecklinville                                                                    | Siehe: Sämling Aus Ecklinville                                                                    |
| Ecks | Siehe: Elstar Ecks                                                                                | Siehe: Elstar Ecks                                                                                | Siehe: Elstar Ecks                                                                                | Siehe: Elstar Ecks                                                                                | Siehe: Elstar Ecks                                                                                |
| Éclat |                                                                                                   |                                                                                                   |                                                                                                   |                                                                                                   | o                                                                                                 |
| Ecolette |                                                                                                   |                                                                                                   |                                                                                                   |                                                                                                   | f, j, o, r (S. 33)                                                                                |
| Ed Gould Golden |                                                                                                   |                                                                                                   |                                                                                                   |                                                                                                   | f                                                                                                 |
| Eddersheimer Streifling |                                                                                                   |                                                                                                   |                                                                                                   | Bennat durch Richard Zorn.                                                                        | p (S. 236)                                                                                        |
| Eddie April |                                                                                                   |                                                                                                   |                                                                                                   |                                                                                                   | a                                                                                                 |
| Edel-Böhmer | Siehe: Böhmer                                                                                     | Siehe: Böhmer                                                                                     | Siehe: Böhmer                                                                                     | Siehe: Böhmer                                                                                     | Siehe: Böhmer                                                                                     |
| Edel-Reinette | Siehe: Edel-Renette                                                                               | Siehe: Edel-Renette                                                                               | Siehe: Edel-Renette                                                                               | Siehe: Edel-Renette                                                                               | Siehe: Edel-Renette                                                                               |
| Edel-Renette (oder: Edel-Reinette, Franse Renette, Reinette Franche)                                                                                                  |                                                                                                   |                                                                                                   |                                                                                                   | Beschreibung                                                                                      | e, h (Nr. 422, S. 470), o, p (S. 238)                                                             |
| Edelböhmer | Siehe: Böhmer                                                                                     | Siehe: Böhmer                                                                                     | Siehe: Böhmer                                                                                     | Siehe: Böhmer                                                                                     | Siehe: Böhmer                                                                                     |
| Edelborsdorfer (oder: Borsdorfer, Edler Winterborsdorfer, Leipziger Renette, Reinette Batarde, Reinette D'Allemagne, Rubinapfel, Schwarzer Borsdorfer, Zigeunerapfel) |                                                                                                   |                                                                                                   | 1175 Kloster Pforta, Deutschland                                                                  |                                                                                                   | f, h (Nr. 341, S. 385), j, o, r (S. 33)                                                           |
| Edelchrüsler |                                                                                                   |                                                                                                   |                                                                                                   |                                                                                                   | o, r (S. 33)                                                                                      |
| Edelgrauech (oder: Grauech) |                                                                                                   |                                                                                                   |                                                                                                   |                                                                                                   | j, o, r (S. 33)                                                                                   |
| Edelkönig | Siehe: Roter Herbstkalvill                                                                        | Siehe: Roter Herbstkalvill                                                                        | Siehe: Roter Herbstkalvill                                                                        | Siehe: Roter Herbstkalvill                                                                        | Siehe: Roter Herbstkalvill                                                                        |
| Edelrambour Von Winniza | Siehe: Edelrambour Aus Winniza                                                                    | Siehe: Edelrambour Aus Winniza                                                                    | Siehe: Edelrambour Aus Winniza                                                                    | Siehe: Edelrambour Aus Winniza                                                                    | Siehe: Edelrambour Aus Winniza                                                                    |
| Edelrambour Von Winniza (oder: Edelrambour Aus Winniza, Knysche, Rambour Podolskii, Rambur Podolski)                                                                  |                                                                                                   |                                                                                                   | 1899, Ukraine                                                                                     | Beschreibung                                                                                      | f, g (S. 256), o, p (S. 237), r (S. 33)                                                           |
| Edelrenette | Siehe: Französische Edelrenette                                                                   | Siehe: Französische Edelrenette                                                                   | Siehe: Französische Edelrenette                                                                   | Siehe: Französische Edelrenette                                                                   | Siehe: Französische Edelrenette                                                                   |
| Edelroter (oder: Edelrother) |                                                                                                   |                                                                                                   |                                                                                                   |                                                                                                   | h (Nr. 241, S. 268), j, o, r (S. 33)                                                              |
| Edelroter Vom Bodensee | Siehe: Französische Gold-Renette                                                                  | Siehe: Französische Gold-Renette                                                                  | Siehe: Französische Gold-Renette                                                                  | Siehe: Französische Gold-Renette                                                                  | Siehe: Französische Gold-Renette                                                                  |
| Edelrother | Siehe: Edelroter                                                                                  | Siehe: Edelroter                                                                                  | Siehe: Edelroter                                                                                  | Siehe: Edelroter                                                                                  | Siehe: Edelroter                                                                                  |
| Edelstein (oder: Delicious) |                                                                                                   |                                                                                                   |                                                                                                   |                                                                                                   | p (S. 239), r (S. 27)                                                                             |
| Eden |                                                                                                   | Cox Orange × Unbekannt                                                                            |                                                                                                   |                                                                                                   | f                                                                                                 |
| Eden Trusty |                                                                                                   |                                                                                                   |                                                                                                   |                                                                                                   | o                                                                                                 |
| Edgar (oder: Edgar (Canada)) |                                                                                                   | Mcintosh x Forest                                                                                 |                                                                                                   | Beschreibung                                                                                      | f                                                                                                 |
| Edgar (Canada) | Siehe: Edgar                                                                                      | Siehe: Edgar                                                                                      | Siehe: Edgar                                                                                      | Siehe: Edgar                                                                                      | Siehe: Edgar                                                                                      |
| Edith |                                                                                                   |                                                                                                   |                                                                                                   |                                                                                                   | e                                                                                                 |
| Edith Hopwood |                                                                                                   | Cox Orange × Unbekannt                                                                            |                                                                                                   |                                                                                                   | f                                                                                                 |
| Edith Smith |                                                                                                   |                                                                                                   |                                                                                                   |                                                                                                   | a                                                                                                 |
| Edler Aus Kellinghusen |                                                                                                   |                                                                                                   |                                                                                                   |                                                                                                   | r (S. 33)                                                                                         |
| Edler Aus Leipzig | Siehe: Edler Von Leipzig                                                                          | Siehe: Edler Von Leipzig                                                                          | Siehe: Edler Von Leipzig                                                                          | Siehe: Edler Von Leipzig                                                                          | Siehe: Edler Von Leipzig                                                                          |
| Edler Aus Sondershausen |                                                                                                   |                                                                                                   |                                                                                                   |                                                                                                   | r (S. 33)                                                                                         |
| Edler Aus Warringholz (oder: Edler Von Warringholz) |                                                                                                   |                                                                                                   |                                                                                                   |                                                                                                   | r (S. 33)                                                                                         |
| Edler Mortag-Broer Vom Südhang |                                                                                                   |                                                                                                   |                                                                                                   |                                                                                                   | s                                                                                                 |
| Edler Prinzessinenapfel |                                                                                                   |                                                                                                   |                                                                                                   |                                                                                                   | h (Nr. 233, S. 259), j                                                                            |
| Edler Rosenstreifling |                                                                                                   |                                                                                                   |                                                                                                   |                                                                                                   | h (Nr. 176, S. 197), j, r (S. 33)                                                                 |
| Edler Süßling |                                                                                                   |                                                                                                   |                                                                                                   |                                                                                                   | r (S. 34)                                                                                         |
| Edler Szercsika |                                                                                                   |                                                                                                   |                                                                                                   |                                                                                                   | h (Nr. 99, S. 113), r (S. 34)                                                                     |
| Edler Von Leipzig (oder: Edler Aus Leipzig) |                                                                                                   | Ontario × Jakob Lebel                                                                             | um 1900 von H. Heidrich aus Leipzig-Holzhausen gezüchtet                                          |                                                                                                   | o, r (S. 33)                                                                                      |
| Edler Winterborsdorfer | Siehe: Edelborsdorfer                                                                             | Siehe: Edelborsdorfer                                                                             | Siehe: Edelborsdorfer                                                                             | Siehe: Edelborsdorfer                                                                             | Siehe: Edelborsdorfer                                                                             |
| Edler Von Warringholz | Siehe: Edler Aus Warringholz                                                                      | Siehe: Edler Aus Warringholz                                                                      | Siehe: Edler Aus Warringholz                                                                      | Siehe: Edler Aus Warringholz                                                                      | Siehe: Edler Aus Warringholz                                                                      |
| Edmund Jupp |                                                                                                   |                                                                                                   |                                                                                                   |                                                                                                   | f                                                                                                 |
| Eduard Vii (oder: Edward Vii, King Edward Vii) |                                                                                                   |                                                                                                   | 1908 (Markteinführung) in Worcestershire, UK                                                      |                                                                                                   | a, c, e, f, j, o, r (S. 34)                                                                       |
| Edward Vii | Siehe: Eduard Vii                                                                                 | Siehe: Eduard Vii                                                                                 | Siehe: Eduard Vii                                                                                 | Siehe: Eduard Vii                                                                                 | Siehe: Eduard Vii                                                                                 |
| Edwards |                                                                                                   |                                                                                                   |                                                                                                   |                                                                                                   | f                                                                                                 |
| Edward’s Coronation |                                                                                                   |                                                                                                   |                                                                                                   |                                                                                                   | e                                                                                                 |
| Ef 04 | Siehe: Erfurter Atlasapfel                                                                        | Siehe: Erfurter Atlasapfel                                                                        | Siehe: Erfurter Atlasapfel                                                                        | Siehe: Erfurter Atlasapfel                                                                        | Siehe: Erfurter Atlasapfel                                                                        |
| Egers Rote Renette |                                                                                                   |                                                                                                   |                                                                                                   |                                                                                                   | h (Nr. 476, S. 529), r (S. 34)                                                                    |
| Eggerling |                                                                                                   |                                                                                                   |                                                                                                   |                                                                                                   | r (S. 34)                                                                                         |
| Eggermonts Kalvill |                                                                                                   |                                                                                                   |                                                                                                   |                                                                                                   | r (S. 34)                                                                                         |
| Eggins Ornamental |                                                                                                   |                                                                                                   |                                                                                                   | Beschreibung                                                                                      |                                                                                                   |
| Egle |                                                                                                   |                                                                                                   | in Litauen                                                                                        |                                                                                                   | c                                                                                                 |
| Egremont Russet |                                                                                                   |                                                                                                   | 1872 in Sussex, UK                                                                                |                                                                                                   | a, c, d, e, f, j, o, r (S. 34)                                                                    |
| Egremont Russet 2 |                                                                                                   |                                                                                                   |                                                                                                   |                                                                                                   | o                                                                                                 |
| Eichelgold |                                                                                                   |                                                                                                   |                                                                                                   |                                                                                                   | o                                                                                                 |
| Eierapfel |                                                                                                   |                                                                                                   |                                                                                                   |                                                                                                   | p (S. 240), r (S. 34)                                                                             |
| Eierlederapfel |                                                                                                   |                                                                                                   |                                                                                                   |                                                                                                   | o                                                                                                 |
| Eieräckerliapfel |                                                                                                   |                                                                                                   |                                                                                                   |                                                                                                   | o                                                                                                 |
| Eifeler Rambur (oder: Breitarsch, Breitauge, Dürener Rambur, Herbstrambur, Rotgestreifter Rambur, Winterrambur)                                                       |                                                                                                   |                                                                                                   |                                                                                                   |                                                                                                   | j, o, r (S. 34)                                                                                   |
| Eight Square |                                                                                                   |                                                                                                   |                                                                                                   |                                                                                                   | f                                                                                                 |
| Ein Shemer |                                                                                                   |                                                                                                   | 1963 in Israel                                                                                    |                                                                                                   | c                                                                                                 |
| Einset 8 |                                                                                                   |                                                                                                   |                                                                                                   |                                                                                                   | j                                                                                                 |
| Eir |                                                                                                   |                                                                                                   |                                                                                                   |                                                                                                   | r (S. 34)                                                                                         |
| Eisapfel | Siehe: Roter Eiserapfel, Steirischer Maschanzker                                                  | Siehe: Roter Eiserapfel, Steirischer Maschanzker                                                  | Siehe: Roter Eiserapfel, Steirischer Maschanzker                                                  | Siehe: Roter Eiserapfel, Steirischer Maschanzker                                                  | Siehe: Roter Eiserapfel, Steirischer Maschanzker                                                  |
| Eisapfel Von Croncels | Siehe: Apfel Von Croncels                                                                         | Siehe: Apfel Von Croncels                                                                         | Siehe: Apfel Von Croncels                                                                         | Siehe: Apfel Von Croncels                                                                         | Siehe: Apfel Von Croncels                                                                         |
| Eisbrucker (oder: Eckapfel, Gestreifter Eckapfel) |                                                                                                   |                                                                                                   |                                                                                                   |                                                                                                   | j, o, r (S. 34)                                                                                   |
| Eisdener Klumpke |                                                                                                   |                                                                                                   |                                                                                                   |                                                                                                   | r (S. 34)                                                                                         |
| Eisenacher | Siehe: Wagenerapfel                                                                               | Siehe: Wagenerapfel                                                                               | Siehe: Wagenerapfel                                                                               | Siehe: Wagenerapfel                                                                               | Siehe: Wagenerapfel                                                                               |
| Eisenapfel | Siehe: Purpurroter Cousinot                                                                       | Siehe: Purpurroter Cousinot                                                                       | Siehe: Purpurroter Cousinot                                                                       | Siehe: Purpurroter Cousinot                                                                       | Siehe: Purpurroter Cousinot                                                                       |
| Eisenbahner | Siehe: Jakob Lebel                                                                                | Siehe: Jakob Lebel                                                                                | Siehe: Jakob Lebel                                                                                | Siehe: Jakob Lebel                                                                                | Siehe: Jakob Lebel                                                                                |
| Eiser Rouge | Siehe: Roter Eiserapfel                                                                           | Siehe: Roter Eiserapfel                                                                           | Siehe: Roter Eiserapfel                                                                           | Siehe: Roter Eiserapfel                                                                           | Siehe: Roter Eiserapfel                                                                           |
| Eisrenette |                                                                                                   |                                                                                                   |                                                                                                   |                                                                                                   | j                                                                                                 |
| Elan |                                                                                                   | 1967 in Wageningen, Niederlande, 1984 Markteinführung                                             |                                                                                                   |                                                                                                   | f, j, o, r (S. 34)                                                                                |
| Elanared |                                                                                                   | Mutant von Elstar                                                                                 |                                                                                                   |                                                                                                   |                                                                                                   |
| Elbee |                                                                                                   |                                                                                                   |                                                                                                   |                                                                                                   | f, r (S. 34)                                                                                      |
| Elektra |                                                                                                   | Cox Orange × Geheimrat Dr. Oldenburg                                                              | Müncheberg                                                                                        |                                                                                                   | f, j, o, r (S. 34)                                                                                |
| Eleyi |                                                                                                   |                                                                                                   |                                                                                                   | Beschreibung                                                                                      |                                                                                                   |
| Elisabeth Rathke | Siehe: Elise Rathke                                                                               | Siehe: Elise Rathke                                                                               | Siehe: Elise Rathke                                                                               | Siehe: Elise Rathke                                                                               | Siehe: Elise Rathke                                                                               |
| Elisabethinumapfel |                                                                                                   |                                                                                                   |                                                                                                   |                                                                                                   | r (S. 34)                                                                                         |
| Elise (oder: De Roblos, Red Delight) |                                                                                                   |                                                                                                   |                                                                                                   |                                                                                                   | a, j, o, r (S. 34)                                                                                |
| Elise Rathke (oder: Elisabeth Rathke) |                                                                                                   |                                                                                                   |                                                                                                   |                                                                                                   | f, h (Nr. 459, S. 511), j, o, r (S. 35)                                                           |
| Elize |                                                                                                   |                                                                                                   |                                                                                                   |                                                                                                   | f                                                                                                 |
| Elk River |                                                                                                   |                                                                                                   |                                                                                                   | Beschreibung                                                                                      |                                                                                                   |
| Elkhorn |                                                                                                   |                                                                                                   |                                                                                                   |                                                                                                   |                                                                                                   |
| Elliot Spur |                                                                                                   |                                                                                                   |                                                                                                   |                                                                                                   | e                                                                                                 |
| Ellis Bitter |                                                                                                   |                                                                                                   | um 1850 in Newton St. Cyres, Devon, England                                                       |                                                                                                   | c, e, f                                                                                           |
| Ellison’s Orange | Siehe: Ellisons Orangenpepping                                                                    | Siehe: Ellisons Orangenpepping                                                                    | Siehe: Ellisons Orangenpepping                                                                    | Siehe: Ellisons Orangenpepping                                                                    | Siehe: Ellisons Orangenpepping                                                                    |
| Ellisons Orangenpepping (oder: Ellison’s Orange) |                                                                                                   | Cox Orange × Unbekannt                                                                            | 1911 in Lincolnshire, UK                                                                          |                                                                                                   | a, c, f, o, r (S. 35)                                                                             |
| Elmenhorster Taftapfel |                                                                                                   |                                                                                                   |                                                                                                   |                                                                                                   |                                                                                                   |
| Elmira |                                                                                                   |                                                                                                   |                                                                                                   |                                                                                                   | r (S. 35)                                                                                         |
| Elmore Pippin |                                                                                                   |                                                                                                   |                                                                                                   |                                                                                                   | f                                                                                                 |
| Elnica |                                                                                                   | Mutant von Elstar                                                                                 |                                                                                                   |                                                                                                   | f                                                                                                 |
| Elrosa | Siehe: Elstar Elrosa                                                                              | Siehe: Elstar Elrosa                                                                              | Siehe: Elstar Elrosa                                                                              | Siehe: Elstar Elrosa                                                                              | Siehe: Elstar Elrosa                                                                              |
| Elsässer Rote Renette |                                                                                                   |                                                                                                   |                                                                                                   |                                                                                                   | h (Nr. 494, S. 547), p (S. 241), r (S. 35)                                                        |
| Elseners Pigeonartige Renette |                                                                                                   |                                                                                                   |                                                                                                   |                                                                                                   | r (S. 35)                                                                                         |
| Elshard |                                                                                                   | Mutant von Elstar                                                                                 |                                                                                                   |                                                                                                   | [ 6 ]                                                                                             |
| Elshof (oder: Elstar Elshof) |                                                                                                   | Mutant von Elstar                                                                                 |                                                                                                   |                                                                                                   | f, r (S. 35)                                                                                      |
| Elsners Sämling | Siehe: Wilhelm von Elsners Sämling                                                                | Siehe: Wilhelm von Elsners Sämling                                                                | Siehe: Wilhelm von Elsners Sämling                                                                | Siehe: Wilhelm von Elsners Sämling                                                                | Siehe: Wilhelm von Elsners Sämling                                                                |
| Elsreinette | Siehe: Elsrenette                                                                                 | Siehe: Elsrenette                                                                                 | Siehe: Elsrenette                                                                                 | Siehe: Elsrenette                                                                                 | Siehe: Elsrenette                                                                                 |
| Elsrenette (oder: Elsreinette) |                                                                                                   |                                                                                                   |                                                                                                   |                                                                                                   | r (S. 35)                                                                                         |
| Elstar |                                                                                                   | Golden Delicious × Ingrid-Marie                                                                   | 1950er in den Niederlanden                                                                        | Aromatisch, knackig, saftig, leicht säuerlich                                                     | a, c, d, f, j, o, r (S. 35)                                                                       |
| Elstar Armhold |                                                                                                   | Mutant von Elstar                                                                                 |                                                                                                   |                                                                                                   | , r (S. 35)                                                                                       |
| Elstar Baden-Württemberg |                                                                                                   |                                                                                                   |                                                                                                   |                                                                                                   | r (S. 35)                                                                                         |
| Elstar Bel-El | Siehe: Bel-El                                                                                     | Siehe: Bel-El                                                                                     | Siehe: Bel-El                                                                                     | Siehe: Bel-El                                                                                     | Siehe: Bel-El                                                                                     |
| Elstar Boerekamp (oder: Boerekamp) |                                                                                                   | Mutant von Elstar                                                                                 |                                                                                                   |                                                                                                   |                                                                                                   |
| Elstar Bougie (oder: Bougie) |                                                                                                   | Mutant von Elstar                                                                                 |                                                                                                   |                                                                                                   |                                                                                                   |
| Elstar Ecks (oder: Ecks) |                                                                                                   | Mutant von Elstar                                                                                 |                                                                                                   |                                                                                                   |                                                                                                   |
| Elstar Elrosa (oder: Elrosa) |                                                                                                   | Mutant von Elstar                                                                                 |                                                                                                   |                                                                                                   |                                                                                                   |
| Elstar Elshof | Siehe: Elshof                                                                                     | Siehe: Elshof                                                                                     | Siehe: Elshof                                                                                     | Siehe: Elshof                                                                                     | Siehe: Elshof                                                                                     |
| Elstar Elswout | Siehe: Elswout                                                                                    | Siehe: Elswout                                                                                    | Siehe: Elswout                                                                                    | Siehe: Elswout                                                                                    | Siehe: Elswout                                                                                    |
| Elstar Eva | Siehe: Elstar Krings                                                                              | Siehe: Elstar Krings                                                                              | Siehe: Elstar Krings                                                                              | Siehe: Elstar Krings                                                                              | Siehe: Elstar Krings                                                                              |
| Elstar Kressbronn (oder: Kressbronn) |                                                                                                   | Mutant von Elstar                                                                                 |                                                                                                   |                                                                                                   |                                                                                                   |
| Elstar Krings (oder: Elstar Eva) |                                                                                                   |                                                                                                   |                                                                                                   |                                                                                                   | r (S. 35)                                                                                         |
| Elstar Michielsen |                                                                                                   |                                                                                                   |                                                                                                   |                                                                                                   | r (S. 35)                                                                                         |
| Elstar Palm (oder: Palm, Palmapfel) |                                                                                                   | Mutant von Elstar                                                                                 |                                                                                                   |                                                                                                   | o, r (S. 35)                                                                                      |
| Elstar Pcp (oder: Pcp) |                                                                                                   | Mutant von Elstar                                                                                 |                                                                                                   |                                                                                                   |                                                                                                   |
| Elstar Reinhardt |                                                                                                   |                                                                                                   |                                                                                                   |                                                                                                   | r (S. 35)                                                                                         |
| Elstar Schrama (oder: Schrama) |                                                                                                   | Mutant von Elstar                                                                                 |                                                                                                   |                                                                                                   |                                                                                                   |
| Elstar Stechmann (oder: Stechmann) |                                                                                                   | Mutant von Elstar                                                                                 |                                                                                                   |                                                                                                   |                                                                                                   |
| Elstar Van Der Grift (oder: Van Der Grift) |                                                                                                   | Mutant von Elstar                                                                                 |                                                                                                   |                                                                                                   |                                                                                                   |
| Elstar Van Der Zalm (oder: Van Der Zalm) |                                                                                                   | Mutant von Elstar                                                                                 |                                                                                                   |                                                                                                   |                                                                                                   |
| Elstar Van Vliet (oder: Van Vliet) |                                                                                                   | Mutant von Elstar                                                                                 |                                                                                                   |                                                                                                   |                                                                                                   |
| Elstar Zweeren (oder: Zweeren) |                                                                                                   | Mutant von Elstar                                                                                 |                                                                                                   |                                                                                                   |                                                                                                   |
| Elston Sweet |                                                                                                   |                                                                                                   |                                                                                                   |                                                                                                   |                                                                                                   |
| Elswout (oder: Elstar Elswout) |                                                                                                   |                                                                                                   |                                                                                                   |                                                                                                   |                                                                                                   |
| Elton Beauty |                                                                                                   | 1952 Markteinführung                                                                              |                                                                                                   |                                                                                                   | a, f                                                                                              |
| Emans Renette |                                                                                                   |                                                                                                   |                                                                                                   |                                                                                                   | h (Nr. 603, S. 670), r (S. 35)                                                                    |
| Emilia |                                                                                                   |                                                                                                   |                                                                                                   |                                                                                                   | f                                                                                                 |
| Emilie Müller |                                                                                                   |                                                                                                   |                                                                                                   |                                                                                                   | h (Nr. 405, S. 453), r (S. 36)                                                                    |
| Emneth Early |                                                                                                   |                                                                                                   | in UK                                                                                             |                                                                                                   | a, c, e, f                                                                                        |
| Empire |                                                                                                   | Mcintosh × Red Delicious                                                                          | 1945 Cornell University                                                                           |                                                                                                   | a, c, d, e, f, j, o, r (S. 36)                                                                    |
| Empress |                                                                                                   |                                                                                                   |                                                                                                   |                                                                                                   | a                                                                                                 |
| Empress Spur Golden Delicious |                                                                                                   |                                                                                                   |                                                                                                   |                                                                                                   | e                                                                                                 |
| Encore |                                                                                                   |                                                                                                   |                                                                                                   |                                                                                                   | e, f, r (S. 36)                                                                                   |
| Endsleigh Beauty (oder: Castle Major, Castlemajor, Wisley 182) |                                                                                                   |                                                                                                   |                                                                                                   |                                                                                                   | f                                                                                                 |
| Engelsberger | Siehe: Engelsberger Renette                                                                       | Siehe: Engelsberger Renette                                                                       | Siehe: Engelsberger Renette                                                                       | Siehe: Engelsberger Renette                                                                       | Siehe: Engelsberger Renette                                                                       |
| Engelsberger Renette (oder: Engelsberger, Engelsberger Sämling) |                                                                                                   |                                                                                                   |                                                                                                   |                                                                                                   | h (Nr. 344, S. 388), j, o, r (S. 36)                                                              |
| Engelsberger Sämling | Siehe: Engelsberger Renette                                                                       | Siehe: Engelsberger Renette                                                                       | Siehe: Engelsberger Renette                                                                       | Siehe: Engelsberger Renette                                                                       | Siehe: Engelsberger Renette                                                                       |
| Engelshofer |                                                                                                   |                                                                                                   |                                                                                                   |                                                                                                   | j                                                                                                 |
| Engelskt Drottningäpple | Siehe: Königinapfel                                                                               | Siehe: Königinapfel                                                                               | Siehe: Königinapfel                                                                               | Siehe: Königinapfel                                                                               | Siehe: Königinapfel                                                                               |
| Engelstar |                                                                                                   |                                                                                                   |                                                                                                   |                                                                                                   | j, r (S. 36)                                                                                      |
| Engelstern |                                                                                                   |                                                                                                   |                                                                                                   |                                                                                                   | j, r (S. 36)                                                                                      |
| Engishofer |                                                                                                   |                                                                                                   |                                                                                                   |                                                                                                   | o, r (S. 36)                                                                                      |
| Englische Birn-Reinette | Siehe: Sommer-Parmäne                                                                             | Siehe: Sommer-Parmäne                                                                             | Siehe: Sommer-Parmäne                                                                             | Siehe: Sommer-Parmäne                                                                             | Siehe: Sommer-Parmäne                                                                             |
| Englische Büschel-Renette |                                                                                                   |                                                                                                   |                                                                                                   |                                                                                                   | r (S. 36)                                                                                         |
| Englische Granatrenette | Siehe: Ribston Pepping                                                                            | Siehe: Ribston Pepping                                                                            | Siehe: Ribston Pepping                                                                            | Siehe: Ribston Pepping                                                                            | Siehe: Ribston Pepping                                                                            |
| Englische Graue Herbstrenette | Siehe: Englische Graue Renette                                                                    | Siehe: Englische Graue Renette                                                                    | Siehe: Englische Graue Renette                                                                    | Siehe: Englische Graue Renette                                                                    | Siehe: Englische Graue Renette                                                                    |
| Englische Graue Renette (oder: Englische Graue Herbstrenette) |                                                                                                   |                                                                                                   |                                                                                                   |                                                                                                   | r (S. 36)                                                                                         |
| Englische Grüne Nordrenette |                                                                                                   |                                                                                                   |                                                                                                   |                                                                                                   | o, r (S. 36)                                                                                      |
| Englische Herbst-Renette (oder: Englische Herbstrenette) |                                                                                                   |                                                                                                   |                                                                                                   |                                                                                                   | h (Nr. 590, S. 653), o, r (S. 36)                                                                 |
| Englische Herbstrenette | Siehe: Englische Herbst-Renette                                                                   | Siehe: Englische Herbst-Renette                                                                   | Siehe: Englische Herbst-Renette                                                                   | Siehe: Englische Herbst-Renette                                                                   | Siehe: Englische Herbst-Renette                                                                   |
| Englische Königsparmäne |                                                                                                   |                                                                                                   |                                                                                                   |                                                                                                   | r (S. 36)                                                                                         |
| Englische Rote Limonenrenette |                                                                                                   |                                                                                                   |                                                                                                   |                                                                                                   | o                                                                                                 |
| Englische Rote Winterparmäne |                                                                                                   |                                                                                                   |                                                                                                   |                                                                                                   | r (S. 36)                                                                                         |
| Englische Spital-Reinette | Siehe: Englische Spital-Renette                                                                   | Siehe: Englische Spital-Renette                                                                   | Siehe: Englische Spital-Renette                                                                   | Siehe: Englische Spital-Renette                                                                   | Siehe: Englische Spital-Renette                                                                   |
| Englische Spital-Renette (oder: Englische Spital-Reinette, Mennoniten-Renette, Reinette Des Hospitaux, Russet Aus Syke-House, Syke-House-Russet, Sykehouse Russet)    |                                                                                                   |                                                                                                   |                                                                                                   | Beschreibung                                                                                      | e, h (Nr. 553, S. 614 sowie Nr. 552, S. 613), j, o, p (S. 242), r (S. 37)                         |
| Englische Weiße Winterrenette |                                                                                                   |                                                                                                   |                                                                                                   |                                                                                                   | o                                                                                                 |
| Englische Wintergoldparmäne | Siehe: Goldparmäne                                                                                | Siehe: Goldparmäne                                                                                | Siehe: Goldparmäne                                                                                | Siehe: Goldparmäne                                                                                | Siehe: Goldparmäne                                                                                |
| Englischer Backapfel |                                                                                                   |                                                                                                   |                                                                                                   |                                                                                                   | r (S. 37)                                                                                         |
| Englischer Costardapfel |                                                                                                   |                                                                                                   |                                                                                                   |                                                                                                   | r (S. 37)                                                                                         |
| Englischer Erdbeerapfel |                                                                                                   |                                                                                                   |                                                                                                   |                                                                                                   | h (Nr. 179, S. 200), o, r (S. 37)                                                                 |
| Englischer Frühapfel |                                                                                                   |                                                                                                   |                                                                                                   |                                                                                                   | r (S. 37)                                                                                         |
| Englischer Gestreifter Kurzstiel |                                                                                                   |                                                                                                   |                                                                                                   |                                                                                                   | o, r (S. 37)                                                                                      |
| Englischer Gewürzapfel |                                                                                                   |                                                                                                   |                                                                                                   |                                                                                                   | h (Nr. 151, S. 171), r (S. 37)                                                                    |
| Englischer Gewürzhafter Russet |                                                                                                   |                                                                                                   |                                                                                                   |                                                                                                   | o, r (S. 37)                                                                                      |
| Englischer Gold-Pepping (oder: Englischer Goldpepping) |                                                                                                   |                                                                                                   |                                                                                                   |                                                                                                   | h (Nr. 363, S. 410), p (S. 243), r (S. 37)                                                        |
| Englischer Goldpepping | Siehe: Englischer Gold-Pepping                                                                    | Siehe: Englischer Gold-Pepping                                                                    | Siehe: Englischer Gold-Pepping                                                                    | Siehe: Englischer Gold-Pepping                                                                    | Siehe: Englischer Gold-Pepping                                                                    |
| Englischer Kalvill | Siehe: London Pepping                                                                             | Siehe: London Pepping                                                                             | Siehe: London Pepping                                                                             | Siehe: London Pepping                                                                             | Siehe: London Pepping                                                                             |
| Englischer Kantapfel | Siehe: Sommer-Gewürzapfel                                                                         | Siehe: Sommer-Gewürzapfel                                                                         | Siehe: Sommer-Gewürzapfel                                                                         | Siehe: Sommer-Gewürzapfel                                                                         | Siehe: Sommer-Gewürzapfel                                                                         |
| Englischer Kleiner Steinpepping |                                                                                                   |                                                                                                   |                                                                                                   |                                                                                                   | r (S. 37)                                                                                         |
| Englischer Königsapfel (oder: Royale D'Angleterre) |                                                                                                   |                                                                                                   | Schlotterapfel                                                                                    |                                                                                                   | l (S. 11, 25), o, p (S. 244f), r (S. 37)                                                          |
| Englischer Pepping | Siehe: Roter Rigaer Taubenapfel                                                                   | Siehe: Roter Rigaer Taubenapfel                                                                   | Siehe: Roter Rigaer Taubenapfel                                                                   | Siehe: Roter Rigaer Taubenapfel                                                                   | Siehe: Roter Rigaer Taubenapfel                                                                   |
| Englischer Piper |                                                                                                   |                                                                                                   |                                                                                                   |                                                                                                   | j                                                                                                 |
| Englischer Pfeifenapfel | Siehe: Pommerscher Langsüßer                                                                      | Siehe: Pommerscher Langsüßer                                                                      | Siehe: Pommerscher Langsüßer                                                                      | Siehe: Pommerscher Langsüßer                                                                      | Siehe: Pommerscher Langsüßer                                                                      |
| Englischer Pomeranzenapfel |                                                                                                   |                                                                                                   |                                                                                                   |                                                                                                   | r (S. 37)                                                                                         |
| Englischer Prahl-Rambour (oder: Englischer Prahlrambour, Glory Of The West)                                                                                           |                                                                                                   |                                                                                                   |                                                                                                   |                                                                                                   | h (Nr. 290, S. 323), l (S. 17), r (S. 38)                                                         |
| Englischer Prahlrambour | Siehe: Englischer Prahl-Rambour                                                                   | Siehe: Englischer Prahl-Rambour                                                                   | Siehe: Englischer Prahl-Rambour                                                                   | Siehe: Englischer Prahl-Rambour                                                                   | Siehe: Englischer Prahl-Rambour                                                                   |
| Englischer Prinz | Siehe: Englischer Prinzenapfel                                                                    | Siehe: Englischer Prinzenapfel                                                                    | Siehe: Englischer Prinzenapfel                                                                    | Siehe: Englischer Prinzenapfel                                                                    | Siehe: Englischer Prinzenapfel                                                                    |
| Englischer Prinzenapfel (oder: Englischer Prinz) |                                                                                                   |                                                                                                   |                                                                                                   |                                                                                                   | j, o, r (S. 38)                                                                                   |
| Englischer Scharlach-Pepping |                                                                                                   |                                                                                                   |                                                                                                   |                                                                                                   | h (Nr. 198, S. 220), o, r (S. 38)                                                                 |
| Englischer Winter-Quittenapfel |                                                                                                   |                                                                                                   |                                                                                                   |                                                                                                   | r (S. 38)                                                                                         |
| English Red Streak |                                                                                                   |                                                                                                   |                                                                                                   |                                                                                                   |                                                                                                   |
| English Russet |                                                                                                   |                                                                                                   |                                                                                                   |                                                                                                   |                                                                                                   |
| Enkele Bellefleur | Siehe: Brabanter Bellefleur                                                                       | Siehe: Brabanter Bellefleur                                                                       | Siehe: Brabanter Bellefleur                                                                       | Siehe: Brabanter Bellefleur                                                                       | Siehe: Brabanter Bellefleur                                                                       |
| Enkhuiser Agatapfel |                                                                                                   |                                                                                                   |                                                                                                   |                                                                                                   | o, r (S. 38)                                                                                      |
| Ensee |                                                                                                   |                                                                                                   |                                                                                                   |                                                                                                   |                                                                                                   |
| Enterprise (oder: Coop 30) |                                                                                                   |                                                                                                   | 1993 in Illinois, USA                                                                             |                                                                                                   | a, c, d, j, o, r (S. 38)                                                                          |
| Entz |                                                                                                   |                                                                                                   |                                                                                                   | Holzapfelsorte                                                                                    |                                                                                                   |
| Entz-Rosmarin (oder: Dulce-Amarui, Entz Rozmarin, Entz Rozmaring, Entz’s Rosmarin, Honti Alma, Husveti Rosmarin, Husveti Rozmarin, Romarin D'Entz, Teli Czitrom Alma) |                                                                                                   |                                                                                                   | vor 1860 in Ungarn                                                                                |                                                                                                   | f                                                                                                 |
| Entz Rosmarin Alma |                                                                                                   |                                                                                                   |                                                                                                   |                                                                                                   |                                                                                                   |
| Entz Rozmarin | Siehe: Entz-Rosmarin                                                                              | Siehe: Entz-Rosmarin                                                                              | Siehe: Entz-Rosmarin                                                                              | Siehe: Entz-Rosmarin                                                                              | Siehe: Entz-Rosmarin                                                                              |
| Entz Rozmaring | Siehe: Entz-Rosmarin                                                                              | Siehe: Entz-Rosmarin                                                                              | Siehe: Entz-Rosmarin                                                                              | Siehe: Entz-Rosmarin                                                                              | Siehe: Entz-Rosmarin                                                                              |
| Entz’s Rosmarin | Siehe: Entz-Rosmarin                                                                              | Siehe: Entz-Rosmarin                                                                              | Siehe: Entz-Rosmarin                                                                              | Siehe: Entz-Rosmarin                                                                              | Siehe: Entz-Rosmarin                                                                              |
| Envy |                                                                                                   |                                                                                                   | 2009 in Neuseeland                                                                                |                                                                                                   | c                                                                                                 |
| Épine |                                                                                                   |                                                                                                   |                                                                                                   |                                                                                                   | o                                                                                                 |
| Epicure (oder: Laxton’s Epicure) |                                                                                                   | Cox Orange × Unbekannt                                                                            | 1909 in UK                                                                                        |                                                                                                   | a, c, e, f                                                                                        |
| Epicurean |                                                                                                   |                                                                                                   |                                                                                                   |                                                                                                   | f                                                                                                 |
| Eppsteiner Rosenstreifling |                                                                                                   |                                                                                                   |                                                                                                   |                                                                                                   | p (S. 246)                                                                                        |
| Equilibro |                                                                                                   |                                                                                                   |                                                                                                   |                                                                                                   | o                                                                                                 |
| Era |                                                                                                   |                                                                                                   |                                                                                                   | Frucht rotfleischig, süß-sauer                                                                    |                                                                                                   |
| Erbacher Mostapfel | Siehe: Erbachhofer Mostapfel                                                                      | Siehe: Erbachhofer Mostapfel                                                                      | Siehe: Erbachhofer Mostapfel                                                                      | Siehe: Erbachhofer Mostapfel                                                                      | Siehe: Erbachhofer Mostapfel                                                                      |
| Erbacher Weinapfel | Siehe: Erbachhofer Mostapfel                                                                      | Siehe: Erbachhofer Mostapfel                                                                      | Siehe: Erbachhofer Mostapfel                                                                      | Siehe: Erbachhofer Mostapfel                                                                      | Siehe: Erbachhofer Mostapfel                                                                      |
| Erbachhofer | Siehe: Erbachhofer Mostapfel                                                                      | Siehe: Erbachhofer Mostapfel                                                                      | Siehe: Erbachhofer Mostapfel                                                                      | Siehe: Erbachhofer Mostapfel                                                                      | Siehe: Erbachhofer Mostapfel                                                                      |
| Erbachhofer Mostapfel (oder: Erbacher Mostapfel, Erbacher Weinapfel, Erbachhofer, Erbachhofer Weinapfel)                                                              |                                                                                                   |                                                                                                   |                                                                                                   |                                                                                                   | j, o, r (S. 38),                                                                                  |
| Erbachhofer Weinapfel | Siehe: Erbachhofer Mostapfel                                                                      | Siehe: Erbachhofer Mostapfel                                                                      | Siehe: Erbachhofer Mostapfel                                                                      | Siehe: Erbachhofer Mostapfel                                                                      | Siehe: Erbachhofer Mostapfel                                                                      |
| Erbenheimer Schöner | Siehe: Schöner Aus Erbenheim                                                                      | Siehe: Schöner Aus Erbenheim                                                                      | Siehe: Schöner Aus Erbenheim                                                                      | Siehe: Schöner Aus Erbenheim                                                                      | Siehe: Schöner Aus Erbenheim                                                                      |
| Erdbacher |                                                                                                   |                                                                                                   |                                                                                                   |                                                                                                   | p (S. 218)                                                                                        |
| Erdbeerapfel | Siehe: Danziger Kantapfel, Roter Herbstkalvill, Roter Winter-Himbeerapfel, Weißer Winter-Calville | Siehe: Danziger Kantapfel, Roter Herbstkalvill, Roter Winter-Himbeerapfel, Weißer Winter-Calville | Siehe: Danziger Kantapfel, Roter Herbstkalvill, Roter Winter-Himbeerapfel, Weißer Winter-Calville | Siehe: Danziger Kantapfel, Roter Herbstkalvill, Roter Winter-Himbeerapfel, Weißer Winter-Calville | Siehe: Danziger Kantapfel, Roter Herbstkalvill, Roter Winter-Himbeerapfel, Weißer Winter-Calville |
| Erdbeerapfel Aus Washington |                                                                                                   |                                                                                                   |                                                                                                   |                                                                                                   | h (Nr. 173, S. 194), r (S. 38)                                                                    |
| Erdbeerapfel Aus Wimmis |                                                                                                   |                                                                                                   |                                                                                                   |                                                                                                   | o                                                                                                 |
| Erdbeerapfel Giswil |                                                                                                   |                                                                                                   |                                                                                                   |                                                                                                   | o                                                                                                 |
| Erdbeerenapfel | Siehe: Aargauer Herrenapfel                                                                       | Siehe: Aargauer Herrenapfel                                                                       | Siehe: Aargauer Herrenapfel                                                                       | Siehe: Aargauer Herrenapfel                                                                       | Siehe: Aargauer Herrenapfel                                                                       |
| Erecta |                                                                                                   |                                                                                                   |                                                                                                   |                                                                                                   | e                                                                                                 |
| Erfurter Atlasapfel (oder: Ef 04) |                                                                                                   |                                                                                                   |                                                                                                   |                                                                                                   | r (S. 38)                                                                                         |
| Erfurter Glockenapfel |                                                                                                   |                                                                                                   |                                                                                                   |                                                                                                   | r (S. 38)                                                                                         |
| Erfurter Rauling |                                                                                                   |                                                                                                   |                                                                                                   |                                                                                                   | r (S. 38)                                                                                         |
| Erfurter Rosenapfel |                                                                                                   |                                                                                                   |                                                                                                   |                                                                                                   | j, r (S. 38)                                                                                      |
| Erfurter Sommerrenette |                                                                                                   |                                                                                                   |                                                                                                   |                                                                                                   | r (S. 38)                                                                                         |
| Eri Zagarra |                                                                                                   |                                                                                                   |                                                                                                   |                                                                                                   | f                                                                                                 |
| Erich Neumanns Roter |                                                                                                   |                                                                                                   |                                                                                                   |                                                                                                   | f                                                                                                 |
| Erler |                                                                                                   |                                                                                                   |                                                                                                   |                                                                                                   | o, r (S. 38)                                                                                      |
| Erlijon |                                                                                                   |                                                                                                   |                                                                                                   |                                                                                                   | f                                                                                                 |
| Ermak |                                                                                                   |                                                                                                   |                                                                                                   |                                                                                                   | e                                                                                                 |
| Ernst Bosch |                                                                                                   | Manks Küchenapfel x Ananasrenette                                                                 | 1906 in Grevenbroich. Züchter: Diedrich Uhlhorn junior                                            | Benannt nach dem Maler Ernst Bosch                                                                | e, f, j, o, p (S. 247)                                                                            |
| Ernteapfel | Siehe: Charlamowsky, Gravensteiner, Roter Astrachan                                               | Siehe: Charlamowsky, Gravensteiner, Roter Astrachan                                               | Siehe: Charlamowsky, Gravensteiner, Roter Astrachan                                               | Siehe: Charlamowsky, Gravensteiner, Roter Astrachan                                               | Siehe: Charlamowsky, Gravensteiner, Roter Astrachan                                               |
| Eros |                                                                                                   |                                                                                                   |                                                                                                   |                                                                                                   | f                                                                                                 |
| Erovan |                                                                                                   | Mutation von Red Delicious                                                                        |                                                                                                   |                                                                                                   |                                                                                                   |
| Erpolzheimer Wildling |                                                                                                   |                                                                                                   |                                                                                                   |                                                                                                   | h (Nr. 130, S. 146), r (S. 38)                                                                    |
| Erstetter Luiken |                                                                                                   |                                                                                                   |                                                                                                   |                                                                                                   | o, r (S. 38)                                                                                      |
| Ervin Red |                                                                                                   |                                                                                                   |                                                                                                   |                                                                                                   | e                                                                                                 |
| Erwin Baur |                                                                                                   | Geheimrat Dr. Oldenburg × ?                                                                       | 1928 in Müncheberg                                                                                | Es existiert eine rotschalige Mutation Roba.                                                      | a, g (S. 211), j, o, r (S. 39)                                                                    |
| Erwin Baur Roba | Siehe: Roba                                                                                       | Siehe: Roba                                                                                       | Siehe: Roba                                                                                       | Siehe: Roba                                                                                       | Siehe: Roba                                                                                       |
| Erwin Junge |                                                                                                   |                                                                                                   |                                                                                                   |                                                                                                   | j                                                                                                 |
| Erzherzog Anton |                                                                                                   |                                                                                                   |                                                                                                   |                                                                                                   | h (Nr. 541, S. 598), r (S. 39)                                                                    |
| Erzherzog-Franz-Calvill |                                                                                                   |                                                                                                   |                                                                                                   |                                                                                                   | o, r (S. 39)                                                                                      |
| Erzherzog-Franz-Renette |                                                                                                   |                                                                                                   |                                                                                                   |                                                                                                   | r (S. 39)                                                                                         |
| Erzherzog Johann |                                                                                                   |                                                                                                   |                                                                                                   |                                                                                                   | h (Nr. 178, S. 199), r (S. 39)                                                                    |
| Erzherzogin Sophie |                                                                                                   |                                                                                                   |                                                                                                   |                                                                                                   | h (Nr. 181, S. 202), r (S. 39)                                                                    |
| Erzherzogsapfel |                                                                                                   |                                                                                                   |                                                                                                   |                                                                                                   | p (S. 248), r (S. 39)                                                                             |
| Eschbacher Mostapfel |                                                                                                   |                                                                                                   |                                                                                                   |                                                                                                   |                                                                                                   |
| Eschenauer Süßapfel |                                                                                                   |                                                                                                   |                                                                                                   |                                                                                                   |                                                                                                   |
| Escher Kernapfel |                                                                                                   |                                                                                                   |                                                                                                   | Benannt durch Richard Zorn.                                                                       | p (S. 249), r (S. 39)                                                                             |
| Esopus |                                                                                                   |                                                                                                   |                                                                                                   |                                                                                                   |                                                                                                   |
| Esopus Spitzenburg (oder: Esopus Spitzenburgh) |                                                                                                   |                                                                                                   | um 1750 in Esopus, New York                                                                       |                                                                                                   | a, c, d, e, f, h (Nr. 51, S. 56), j, p (S. 250), r (S. 39)                                        |
| Esopus Spitzenburgh | Siehe: Esopus Spitzenburg                                                                         | Siehe: Esopus Spitzenburg                                                                         | Siehe: Esopus Spitzenburg                                                                         | Siehe: Esopus Spitzenburg                                                                         | Siehe: Esopus Spitzenburg                                                                         |
| Essching |                                                                                                   |                                                                                                   |                                                                                                   |                                                                                                   | f                                                                                                 |
| Esslinger Schnabelapfel |                                                                                                   |                                                                                                   |                                                                                                   |                                                                                                   | r (S. 39)                                                                                         |
| Esterbinne |                                                                                                   |                                                                                                   |                                                                                                   |                                                                                                   | o                                                                                                 |
| Estiva |                                                                                                   |                                                                                                   |                                                                                                   |                                                                                                   | f, r (S. 39)                                                                                      |
| Estivale |                                                                                                   |                                                                                                   |                                                                                                   |                                                                                                   | a                                                                                                 |
| Etlins Reinette | Siehe: Etlins Renette                                                                             | Siehe: Etlins Renette                                                                             | Siehe: Etlins Renette                                                                             | Siehe: Etlins Renette                                                                             | Siehe: Etlins Renette                                                                             |
| Etlins Renette (oder: Etlins Reinette) |                                                                                                   |                                                                                                   |                                                                                                   |                                                                                                   | f, h (Nr. 550, S. 608), o, r (S. 39)                                                              |
| Etter 7-13 |                                                                                                   |                                                                                                   |                                                                                                   |                                                                                                   | s                                                                                                 |
| Etter’s Gold |                                                                                                   |                                                                                                   |                                                                                                   |                                                                                                   | a, e                                                                                              |
| Eureka |                                                                                                   |                                                                                                   |                                                                                                   |                                                                                                   |                                                                                                   |
| Eustis |                                                                                                   |                                                                                                   |                                                                                                   |                                                                                                   | f                                                                                                 |
| Eutiner Gelber Richard | Siehe: Gelber Richard                                                                             | Siehe: Gelber Richard                                                                             | Siehe: Gelber Richard                                                                             | Siehe: Gelber Richard                                                                             | Siehe: Gelber Richard                                                                             |
| Eva |                                                                                                   |                                                                                                   | Instituto Agronômico do Paraná (IAPAR), Brasilien, 1999.                                          | Speziell entwickelt für tropische Regionen.                                                       | j, r (S. 39)                                                                                      |
| Eva Lotta |                                                                                                   |                                                                                                   |                                                                                                   |                                                                                                   | f                                                                                                 |
| Evagil (oder: Evagil Renette) |                                                                                                   |                                                                                                   |                                                                                                   |                                                                                                   | f, r (S. 39)                                                                                      |
| Evagil Renette | Siehe: Evagil                                                                                     | Siehe: Evagil                                                                                     | Siehe: Evagil                                                                                     | Siehe: Evagil                                                                                     | Siehe: Evagil                                                                                     |
| Evangil |                                                                                                   |                                                                                                   |                                                                                                   |                                                                                                   | e                                                                                                 |
| Evas Apfel | Siehe: Eveapfel                                                                                   | Siehe: Eveapfel                                                                                   | Siehe: Eveapfel                                                                                   | Siehe: Eveapfel                                                                                   | Siehe: Eveapfel                                                                                   |
| Evas Calvill | Siehe: Eveapfel                                                                                   | Siehe: Eveapfel                                                                                   | Siehe: Eveapfel                                                                                   | Siehe: Eveapfel                                                                                   | Siehe: Eveapfel                                                                                   |
| Evasni | Siehe: Scarlet Spur Delicious                                                                     | Siehe: Scarlet Spur Delicious                                                                     | Siehe: Scarlet Spur Delicious                                                                     | Siehe: Scarlet Spur Delicious                                                                     | Siehe: Scarlet Spur Delicious                                                                     |
| Eve Apple Of Scotland | Siehe: Eveapfel                                                                                   | Siehe: Eveapfel                                                                                   | Siehe: Eveapfel                                                                                   | Siehe: Eveapfel                                                                                   | Siehe: Eveapfel                                                                                   |
| Eveapfel (oder: Evas Apfel, Evas Calvill, Eve Apple Of Scotland, Irish Codlin, Manks Apfel, Manks Codlin, Manks Küchenapfel)                                          |                                                                                                   |                                                                                                   | 1815 in Isle of Man                                                                               |                                                                                                   | c, f, g (S. 239), h (Nr. 33, S. 37 sowie Nr. 60, S. 68), o, p (S. 251f), r (S. 39)                |
| Evelina (oder: Roho 3615, Roter Hofmann) |                                                                                                   | Mutante von Pinova                                                                                | 2007 Markteinführung                                                                              | Geschmack süß, leicht säuerlich frisch                                                            | a, o                                                                                              |
| Evelyn |                                                                                                   |                                                                                                   |                                                                                                   |                                                                                                   |                                                                                                   |
| Evening Party |                                                                                                   |                                                                                                   |                                                                                                   |                                                                                                   |                                                                                                   |
| Everbearing | Siehe: Jefferies                                                                                  | Siehe: Jefferies                                                                                  | Siehe: Jefferies                                                                                  | Siehe: Jefferies                                                                                  | Siehe: Jefferies                                                                                  |
| Evereste |                                                                                                   |                                                                                                   |                                                                                                   | Beschreibung                                                                                      |                                                                                                   |
| Evi-Apfel | Siehe: Evi Maria                                                                                  | Siehe: Evi Maria                                                                                  | Siehe: Evi Maria                                                                                  | Siehe: Evi Maria                                                                                  | Siehe: Evi Maria                                                                                  |
| Evi Maria (oder: Evi-Apfel) |                                                                                                   |                                                                                                   |                                                                                                   |                                                                                                   | s                                                                                                 |
| Ewalt |                                                                                                   |                                                                                                   |                                                                                                   |                                                                                                   |                                                                                                   |
| Ewiger |                                                                                                   |                                                                                                   |                                                                                                   |                                                                                                   | r (S. 39)                                                                                         |
| Excel |                                                                                                   |                                                                                                   |                                                                                                   |                                                                                                   | f                                                                                                 |
| Excel Jonagold |                                                                                                   |                                                                                                   |                                                                                                   |                                                                                                   | a                                                                                                 |
| Excellent Star |                                                                                                   | Mutant von Elstar                                                                                 |                                                                                                   |                                                                                                   |                                                                                                   |
| Excelsior |                                                                                                   |                                                                                                   |                                                                                                   |                                                                                                   | f                                                                                                 |
| Exeter Cross |                                                                                                   |                                                                                                   |                                                                                                   |                                                                                                   | a, f                                                                                              |
| Exquisite |                                                                                                   | Cox Orange × Unbekannt                                                                            |                                                                                                   |                                                                                                   | f                                                                                                 |
| Extertaler (oder: Extertaler Eckapfel, Extertaler Katzenkopf, Lippische Steckrübe, Schöner Aus External)                                                              |                                                                                                   |                                                                                                   | vor 1920 in Extertal (Lippe)                                                                      | Das "External" ist höchstwahrscheinlich ein Schreibfehler der NFC.                                | f, j, o, r (S. 40)                                                                                |
| Extertaler Eckapfel | Siehe: Extertaler                                                                                 | Siehe: Extertaler                                                                                 | Siehe: Extertaler                                                                                 | Siehe: Extertaler                                                                                 | Siehe: Extertaler                                                                                 |
| Extertaler Katzenkopf | Siehe: Extertaler                                                                                 | Siehe: Extertaler                                                                                 | Siehe: Extertaler                                                                                 | Siehe: Extertaler                                                                                 | Siehe: Extertaler                                                                                 |
| Extraordinaire |                                                                                                   |                                                                                                   |                                                                                                   |                                                                                                   | f                                                                                                 |
| Eynsham Challenger |                                                                                                   |                                                                                                   |                                                                                                   |                                                                                                   | f                                                                                                 |
| Eynsham Dumpling |                                                                                                   |                                                                                                   |                                                                                                   |                                                                                                   | f                                                                                                 |